# Miejski Klub Sportowy Ślepsk Suwałki 2019-2020
Questa voce raccoglie le informazioni riguardanti il Miejski Klub Sportowy Ślepsk Suwałki nelle competizioni ufficiali della stagione 2019-2020.

## Organigramma societario
Area direttiva
- Presidente: Wojciech Winnik

Area tecnica
- Allenatore: Andrzej Kowal
- Allenatore in seconda: Mateusz Mielnik

## Rosa
| N° | Nome               | Ruolo | Data di nascita   | Nazionalità sportiva |
| -- | ------------------ | ----- | ----------------- | -------------------- |
| 2  | Patryk Szwaradzki  | O     | 27 giugno 1995    | Polonia              |
| 4  | Wojciech Siek      | C     | 10 maggio 1994    | Polonia              |
| 7  | Kamil Skrzypkowski | S     | 30 settembre 1986 | Polonia              |
| 8  | Kévin Klinkenberg  | S     | 4 ottobre 1990    | Belgio               |
| 9  | Nicolas Szerszeń   | S     | 31 dicembre 1996  | Francia              |
| 10 | Bartłomiej Bołądź  | O     | 28 settembre 1994 | Polonia              |
| 11 | Andreas Takvam     | C     | 4 giugno 1993     | Norvegia             |
| 12 | Łukasz Rudzewicz   | C     | 25 gennaio 1985   | Polonia              |
| 13 | Jakub Rohnka       | S     | 10 marzo 1992     | Polonia              |
| 14 | Cezary Sapiński    | C     | 28 settembre 1994 | Polonia              |
| 16 | Paweł Filipowicz   | L     | 7 maggio 1992     | Polonia              |
| 18 | Kacper Gonciarz    | P     | 31 agosto 1992    | Polonia              |
| 82 | Adrian Stańczak    | L     | 17 febbraio 1987  | Polonia              |
| 91 | Joshua Tuaniga     | P     | 18 marzo 1997     | Stati Uniti          |